# Descalvado
Descalvado este un oraș în São Paulo (SP), Brazilia.
1. ↑  Act nº 263/2001 of Anatel[*] Verificați valoarea |titlelink= (ajutor)